# Liste der Kulturdenkmäler in Peterswald-Löffelscheid
In der Liste der Kulturdenkmäler in Peterswald-Löffelscheid sind alle Kulturdenkmäler der rheinland-pfälzischen Ortsgemeinde Peterswald-Löffelscheid aufgeführt. Grundlage ist die Denkmalliste des Landes Rheinland-Pfalz (Stand: 21. September 2023).

## Einzeldenkmäler
| Bezeichnung                           | Lage                                              | Baujahr                  | Beschreibung | Bild                           |
| ------------------------------------- | ------------------------------------------------- | ------------------------ | --- | ------------------------------ |
| Heiligenhäuschen                      | Löffelscheid, westlich des Ortes an der K 51 Lage |                          | Heiligenhäuschen; kleiner Massivbau                                                                                    | BW                             |
| Quereinhaus                           | Peterswald, Schulweg 2 Lage                       | 18. oder 19. Jahrhundert | Quereinhaus; Fachwerkbau, teilweise massiv, 18. oder 19. Jahrhundert                                                   | Fotos hochladen                |
| Hofanlage                             | Peterswald, Schulweg 6 Lage                       | um 1900                  | Hakenhof; Fachwerkhaus, teilweise massiv, um 1900                                                                      | BW                             |
| Katholische Kirche St. Peter und Paul | Peterswald, Zeller Straße Lage                    | 1765                     | barocker Saalbau, bezeichnet 1765 und 1766, Westturm, 1923; Kreuzigungsgruppe, Ende des 19. Jahrhunderts; Gesamtanlage | weitere Bilder Fotos hochladen |